# Santo Quintino
Santo Quintino é uma povoação portuguesa sede da Freguesia de Santo Quintino do Município de Sobral de Monte Agraço, freguesia com 28,88 km² de área e 3767 habitantes (censo de 2021), tendo, por isso, uma densidade populacional de 130,4 hab./km².

## Demografia
Nota: Nos anos de 1864 e 1878 pertenceu ao concelho de Arruda dos Vinhos. Passou para o atual concelho por decreto de 22/03/1890, que criou o concelho (atual município) de Sobral de Monte Agraço.
A população registada nos censos foi:
| Distribuição da População por Grupos Etários | Distribuição da População por Grupos Etários | Distribuição da População por Grupos Etários | Distribuição da População por Grupos Etários | Distribuição da População por Grupos Etários |
| -------------------------------------------- | -------------------------------------------- | -------------------------------------------- | -------------------------------------------- | -------------------------------------------- |
| Ano                                          | 0-14 Anos                                    | 15-24 Anos                                   | 25-64 Anos                                   | > 65 Anos                                    |
| 2001                                         | 573                                          | 426                                          | 1824                                         | 609                                          |
| 2011                                         | 623                                          | 384                                          | 2045                                         | 654                                          |
| 2021                                         | 525                                          | 453                                          | 1990                                         | 799                                          |

## Património
- Igreja de Santo Quintino
- Forte do Alqueidão
- Capela de São Vicente;
- Capela de São Tomé no lugar dos Corais;
- Capela de Nossa Senhora das Necessidades, dos Sabugos.